# Caloptilia columbaepennella
Caloptilia columbaepennella is een vlinder uit de familie van de mineermotten (Gracillariidae). De wetenschappelijke naam van de soort werd voor het eerst geldig gepubliceerd in 1839 door A. Costa.